# Classe Velasco
 (janvier 2019).
Si vous disposez d'ouvrages ou d'articles de référence ou si vous connaissez des sites web de qualité traitant du thème abordé ici, merci de compléter l'article en donnant les références utiles à sa vérifiabilité et en les liant à la section « Notes et références ».
La classe Velasco fut une classe de Croiseur non protégé construite pour la Marine espagnole. Trois navires furent coulés par l’US Navy durant la bataille de la baie de Manille en 1898.

## ClasseVelasco
| Nom                       | Chantier naval                     | Lancement | Retiré du service | Lancement dans la US Navy | Retiré du service dans la US Navy | Observations                                                                     |
| ------------------------- | ---------------------------------- | --------- | ----------------- | ------------------------- | --------------------------------- | -------------------------------------------------------------------------------- |
| Velasco (es)              | Thames Iron Works - Blackwall (en) | 1881      | 1898              | N/A                       | N/A                               | Perdu dans la bataille de la baie de Manille 1er mai 1898                        |
| Gravina (es)              | Thames Iron Works - Blackwall      | 1881      | 1884              | N/A                       | N/A                               | détruit le 10 juillet 1884                                                       |
| Infanta Isabel (es)       | La Carraca – Cadix                 | 1885      | 1926              | N/A                       | N/A                               | Mis au rebut                                                                     |
| Don Antonio de Ulloa (es) | La Carraca - Cadix                 | 1886      | 1898              | N/A                       | N/A                               | Perdu dans la bataille de la baie de Manille 1er mai 1898                        |
| Isabel II (es)            | Ferrol                             | 1887      | 1902              | N/A                       | N/A                               | Mis au rebut                                                                     |
| Cristóbal Colón (es)      | La Carraca – Cadix                 | 1889      | 1895              | N/A                       | N/A                               | détruit le 25 septembre 1895                                                     |
| Don Juan de Austria (es)  | Carthagène                         | 1887      | 1898              | 1900                      | 1919                              | Perdu dans la bataille de la baie de Manille 1er mai 1898 renfloué par l'US Navy |
| Conde de Venadito (es)    | Carthagène                         | 1888      | 1902              | N/A                       | N/A                               | Exercice à feu réel                                                              |